# Avicularia rutilans
Avicularia rutilans är en spindelart som beskrevs av Anton Ausserer 1875. Avicularia rutilans ingår i släktet Avicularia och familjen fågelspindlar.
Artens utbredningsområde är Colombia. Inga underarter finns listade.